# Знедолені (фільм, 1925)
«Знедолені» (фр. Les Misérables) — французький німий чорно-білий кінофільм, поставлений у 1925 році режисером Анрі Фекуром. Екранізація однойменного роману Віктора Гюго 1862 року.

## Синопсис
Франція, Дінь, 1815 рік. Єпископ Мірієль, добра й милосердна людина, влаштував у своїй резиденції лікарню. Жан Вальжан, що вийшов на волю після 19 років каторги, приходить до мерії міста та пред'являє документи. Він виснажений, його виганяють з двох таверн. Діти кидаються в нього камінням. Він іде у в'язницю, але і там він не потрібен. Якась жінка радить йому постукати у двері монсеньйора Мірієля, який саджає його за свій стіл.
До свого засудження Жан Вальжан, обрубувач гілок, вимушений був годувати сімох дітей своєї овдовілої сестри. З безвиході він вкрав буханець хліба і був засуджений до каторжних робіт у Тулоні. Там він підняв віз, навантажений каменями, і врятував життя людині, що потрапила під колеса. Його богатирську силу примітив наглядач на ім'я Жавер…

## В ролях
| Актор(ка)         |   | Роль                            |
| ----------------- | - | ------------------------------- |
| Габріель Габріо   | … | Жан Вальжан                     |
| Поль Жорж         | … | єпископ Мірієль                 |
| Сандра Мілованофф | … | Фантіна / Козетта               |
| Жан Тулю          | … | Жавер                           |
| Франсуа Розе      | … | Маріус Понмерсі                 |
| Шарль Бадіоль     | … | Гаврош                          |
| Жорж Сайяр        | … | Тенардьє                        |
| Сюзанн Ніветт     | … | Епоніна                         |
| Рене Карл         | … | мадам Тенардьє                  |
| Мейлар            | … | Жильнорман                      |
| Люк Дартаньян     | … | Понмерсі (в титрах не вказаний) |

## Художні особливості
З усіх інтерпретацій роману Віктора Гюго у кіно стрічка Анрі Фекура найвдаліша. Вона зберігає епічну структуру роману, використовує великі полотна, в яких загальне враження ніколи не стирає окремі деталі, поєднує простоту з величчю.